# The Good Witch

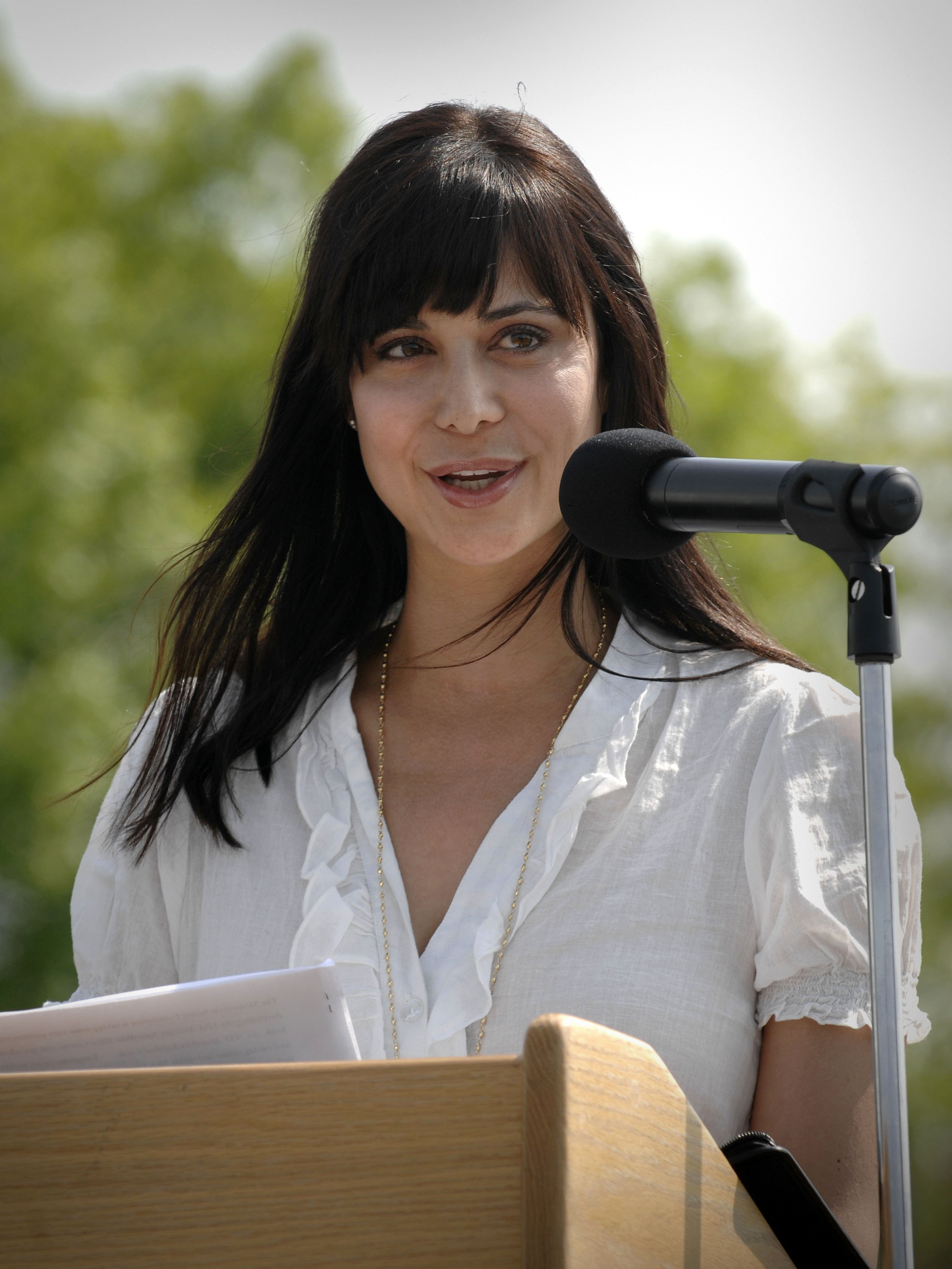
Catherine Bell, protagonista del franchise

The Good Witch è un franchise televisivo canadese-statunitense che vede protagonista Catherine Bell nei panni di Cassie Nightingale, una strega "buona".
Prodotto dalla casa di produzione canadese Whizbang Films per la rete via cavo statunitense Hallmark Channel, è composto da una serie di film per la televisione messi in onda per la prima volta tra il 2008 e il 2014, ai quali ha fatto seguito una serie televisiva trasmessa a partire dal 2015.
In Italia i film sono stati trasmessi in prima visione dal 2011 su Rai 2, nella fascia pomeridiana del periodo natalizio.

## Personaggi e interpreti film
- Cassandra "Cassie" Nightingale (film 1-7), interpretata da Catherine Bell. Strega protagonista dei film, il suo vero nome è Sue-Ellen Brock.  Cassandra "Cassie" Nightingale è il personaggio principale del franchise di Good Witch. Cassie è nata Sue-Ellen Brock da artisti che hanno viaggiato in tutta Europa. Una volta ha descritto il tempo con i suoi genitori come "magico". Tuttavia, entrambi i suoi genitori sono rimasti uccisi in un incidente d'auto fuori Zurigo quando era solo una bambina. Dopo la loro morte, Cassie è stata mandata nel sistema adottivo degli Stati Uniti. Fu presto affidata a una famiglia affidataria, Doris e suo marito, estremamente severa. La loro severità, come l'ha descritta Cassie, "ha ucciso la magia", così lei è scappata e ha trovato il suo modo di vivere unico. Parte della sua nuova identità è stata la creazione di un nuovo nome, che ha scelto di essere Cassandra Nightingale. Cassandra ha frequentato il college in un'università anonima e in seguito ha fatto il giro del mondo con un gruppo di amici, tra cui il donnaiolo John Dover. John ha spesso flirtato con Cassie, tuttavia, poteva vedere attraverso la sua facciata, quindi non hanno mai attraversato il confine dell'amicizia. Alla fine hanno preso strade separate e il loro gruppo si è sciolto. Cassie ha acquisito nuove esperienze che hanno plasmato la sua personalità durante questo periodo della sua vita. Ha iniziato a imparare cose diverse. erbe e rimedi naturali compresi e il modo in cui hanno aiutato le persone Ha viaggiato per gli Stati Uniti per un po' ', senza mai stabilirsi in un unico posto. Quando ha scoperto di possedere una proprietà familiare in una piccola città degli Stati Uniti conosciuta come Middleton, ha preso la scoperta come un segno dell'universo. Si è trasferita a Middleton e nell'ormai fatiscente Grey House nel 2008.  Cassie in seguito aprì il suo negozio chiamato Bell, Book & Candle dove vendeva rimedi erboristici tra numerosi altri articoli. I cittadini originariamente non erano aperti a Cassie, inclusa la moglie del sindaco, Martha Tinsdale, che era convinta che Cassie stesse praticando la magia nera nel suo negozio. Poco dopo l'apertura di Bell, Book & Candle, Cassie incontrò Jake Russell, coi cui figli aveva stretto amicizia dopo averli salvati da un cane mal addestrato. Jake e Cassie divennero subito amici e in seguito si frequentarono. Anche i cittadini di Middleton si sono scaldati con Cassie, accettandola come loro vicina e confidente di fiducia. Dopo aver percepito che la sua casa poteva aiutare gli altri, ha aperto Grey House al pubblico come Grey House Bed & Breakfast. Il B&B l'ha anche aiutata a pagare il resto delle bollette che Bell Book non copriva e a ripagare i prestiti che ha dovuto contrarre per ristrutturare Grey House. Attraverso il bed and breakfast, Cassie è stata in grado di aiutare diverse persone di passaggio per la città. In seguito avrebbe aperto e chiuso la casa al pubblico secondo necessità. Nel 2010, ha sposato Jake il giorno di Natale, diventando ufficialmente la matrigna dei suoi figli, Brandon e Lori Russell. Nel frattempo, Cassie ha assistito Martha nei suoi sforzi e alla fine ha conquistato la donna un tempo in conflitto. Dopo aver appreso e riunito con sua cugina perduta da tempo, Abigail Pershing, Cassie ha annunciato la sua gravidanza. Ha dato alla luce il 15 ottobre 2012 la sua prima figlia, Grace Russell. Successivamente si è candidata a sindaco ed è stata eletta. Nonostante si divertisse a essere sindaco, Cassie si è dimessa per trascorrere più tempo con la sua famiglia. Le sue dimissioni hanno anche permesso a Martha di realizzare i suoi sogni e diventare sindaco. Quando Grace era ancora una ragazzina, Jake morì in servizio lasciando Cassie come vedova e madre single a Grace. Ha continuato a prendersi cura dei suoi due figli e mantiene un rapporto attivo con loro.
- Jake Russell (film 1-7), interpretato da Chris Potter. Jake Russell era il capo della polizia di Middleton, vedovo di Jennifer Russell e il marito di Cassie Nightingale. Era il padre di Brandon e Lori, che aveva con Jennifer. Cassie e Jake avevano anche una figlia insieme, Grace. Jake è stato colpito ed è morto a causa delle ferite ad un certo punto dopo " The Good Witch's Wonder. Nato e cresciuto a Middleton, Jake era un buon cittadino e ha fatto la sua parte nella comunità. È entrato a far parte delle forze di polizia di Middleton quando aveva poco più di vent'anni. Mentre presumibilmente aveva vent'anni, sposò Jennifer O'Hanrahan , e i due si stabilirono in una casa di periferia a Middleton.  Sono stati sposati per oltre un anno prima di avere il loro primo figlio, Brandon . Circa un anno dopo, hanno accolto la loro seconda e ultima figlia, Lori . La famiglia era felice e Jake è cresciuto molto vicino al padre di Jennifer, George , e lo considerava una famiglia. Jake è diventato anche il capo della polizia di Middleton .  Intorno al 2006 o al 2007, Jennifer si ammalò e in seguito le fu diagnosticato un cancro. Jake la portò a numerosi trattamenti e la aiutò a prendersi cura di lei mentre si faceva avanti per prendersi cura dei loro due bambini piccoli. I trattamenti fallirono e Jennifer morì, lasciando Jake una vedova. Aveva il cuore spezzato e lottava per trovare l'equilibrio tra lavoro e famiglia, il che ha portato George a trasferirsi con loro. Alla fine hanno trovato il loro ritmo, anche se hanno ancora lottato per affrontare la mancanza di una figura femminile prominente.  Nel 2008, Cassandra Nightingale è arrivata improvvisamente a Middleton e si è trasferita nella presumibilmente infestata Grey House. Jake è stato il primo e unico alleato di Cassie in città, e i due si sono presto legati soprattutto dopo che Cassie ha aiutato i suoi figli. Non passò molto tempo prima che Jake e Cassie dessero il benvenuto alla loro figlia, una ragazza che chiamarono Grace . Grace ha ereditato i doni di sua madre, qualcosa che Jake pensava fosse molto speciale.  Pochi anni dopo " The Good Witch's Wonder " , in un pomeriggio gelido e tempestoso tra la fine del 2023 e l'inizio del 2024 (racconto di Grace a un suo amico nella serie tv)  Jake fu ucciso a colpi di arma da fuoco durante un servizio di polizia e un tributo a lui fu eretto a Middleton poco dopo in Ricominciare... di nuovo, prima puntata della serie tv. La sua morte ha sconvolto la sua famiglia e alla fine hanno venduto la sua vecchia casa e tutti a Middleton si sono trasferiti a Grey House con Cassie, George e Grace. Cassie si è incolpata a lungo, poiché non prevedeva la sua morte. Alla fine ha fatto i conti con esso, ma le ci sono voluti molti anni prima che potesse persino pensare di uscire di nuovo.
- Martha Tinsdale (film 1-7), interpretata da Catherine Disher. Martha è nata in una città vicina a Middletton, da una ricca famiglia di classe superiore. Le è piaciuta la vita che aveva e ha frequentato il college dopo essersi diplomata al liceo. Anche se le piaceva il college, una parte di lei desiderava di più e sentiva di non appartenere a quel mondo. Fu in quel periodo che si trasferì a Middleton e si stabilì nella pittoresca cittadina. Ha poi sposato Tom Tinsdale nel 1984 e lo ha aiutato a diventare sindaco eletto, rimanendo al suo fianco per tutto il tempo. Il suo status sociale nella città aumentò vertiginosamente, e fu investita nella prosperità della città e considerata come un pilastro della comunità. Ad un certo punto del matrimonio tra lei e Tom, la coppia ebbe due figli, che chiamarono Michael e Dylan. Quando Tom si stabilì come sindaco, Martha sentì una spinta verso la leadership e segretamente voleva diventare sindaco un giorno. Nel frattempo, è diventata il capo del consiglio dei cittadini, il leader della fondazione per il patrimonio, l'organizzatore di eventi delle città e ha assunto molti altri ruoli nella comunità.
- George (film 1-3, 5-7), interpretato da Peter MacNeill. George è il padre di Jenny Russell ed ex suocero dell'ormai defunto Jake Russell. Ha due nipoti Brandon e Lori Russell. È anche la figura del nonno della figlia di Jake, Grace. Nella sua prima infanzia, George era un meccanico e lavorava spesso su automobili. Successivamente è entrato a far parte dell'Air Force ma non è stato in grado di arruolarsi a causa della sua visione. Invece, lo hanno reso un meccanico di aeroplani. Aveva un folto gruppo di amici, incluso Harry, ed erano in trincea insieme. Erano migliori amici e si sono tenuti in contatto nel corso degli anni. L'ultimo dei suoi amici, Tommy Manetti, è morto alla fine degli anni 2000. Non è noto se George fosse sposato quando è nata Jennifer, sebbene fosse la figura paterna principale della sua vita. La figlia ha sposato il cadetto della polizia Jake Russell all'inizio degli anni 2000 e si è trasferita dalla loro casa e si è trasferita con Jake.  Jennifer e Jake hanno avuto due figli più tardi nel loro matrimonio, entrambi con i quali George era molto legato. Dopo che Jennifer morì di cancro, George andò a vivere con Jake, Brandon e Lori per aiutare Jake a trovare un nuovo equilibrio.
- Brandon Russell (film 1-7), interpretato nei film da Matthew Knight e nella serie TV da Dan Jeannotte. Brandon Russell è il figlio di Jake e Jennifer Russell, il figliastro di Cassie Nightingale e il fratello maggiore di Lori e Grace. Ha sposato la sua fidanzata di lunga data, Tara in " The Good Witch's Wonder ". Dopo il suo matrimonio e la laurea, Brandon si unì a una band di cui era membro per diversi anni. Rimase un membro della band fino al 2027, quando tornò a Middleton. Ha quindi deciso di seguire le orme dei suoi padri e di unirsi alle forze di polizia di Middleton, ma la sua scelta non fu appoggiata in un primo momento della famiglia poiché Jake era stato ucciso in servizio.
- Lori Russell (film 1-7), interpretata da Hannah Endicott-Douglas. Lori Russell è la figlia di Jake Russell e della sua defunta moglie, Jennifer. È la sorella minore di Brandon, maggiore di Grace e la figliastra di Cassie Nightingale. Lori è una scrittrice e giornalista di talento e un'amica intima della sua matrigna, Cassie.
- Derek Sanders (film 1-7), interpretato da Noah Cappe. Derek è presumibilmente nato e cresciuto a Middleton. Ha iniziato a lavorare al dipartimento di polizia di Middleton piuttosto presto. È stato rapidamente promosso ed è diventato tenente del capo della polizia, Jake Russell, con cui ha lavorato a stretto contatto. Fece subito amicizia con Cassie Nightingale, ed era una delle poche persone che non è saltata alle conclusioni su di lei ed era apparentemente dalla sua parte. Dopo la tragica morte di Jake in servizio, Derek ha assunto la carica di capo del dipartimento di polizia di Middleton. Iniziò a lavorare a stretto contatto con Martha Tinsdale, anche se Martha non voleva prendere in considerazione la promozione di Derek perché non lo considerava all'altezza di Jake. Iniziò quindi ad addestrare il figlio e il figlio maggiore di Jake, Brandon Russell, per diventare il suo prossimo luogotenente.
- Tom Tinsdale (film 1-4), interpretato da Paul Miller. Tom Tinsdale è un personaggio che è apparso nella serie di film The Good Witch e nella serie televisiva Good Witch . Tom è l'ex sindaco di Middleton e il marito di Martha tinsdale è nato e cresciuto a Middleton. Ha incontrato Martha Endicott quando erano piuttosto giovani e hanno deciso di sposarsi. Lui e Martha avevano due figli, Michael e Dylan. Alla fine Tom si candidò a sindaco di Middleton, fu eletto e si candidò senza opposizione per alcuni anni. Lui e Martha sono diventati rapidamente il cuore della città.
- Michael Tinsdale (film 1), interpretato nel primo film da Nathan McLeod e nella serie TV da Edward Ruttle. è il Michael Tinsdale è il figlio di Martha Tinsdale, di Tom e il fratello di Dylan. Come figlio di due sindaci, Michael si è spesso trovato nei guai per il suo cattivo comportamento da bambino, che lo ha portato a dipendere dai suoi genitori anche nell'età adulta.
- Gwen O'Hanrahan (film 2-3, 5-6), interpretata da Elizabeth Lennie. Gwen O'Hanrahan era una giardiniera a Middleton e gestiva il vivaio in centro. Era anche la madre di Drew e la moglie di George O'Hanrahan. Gwen muore tra gli eventi di The Good Witch's Wonder - Un'amica per Cassie e il ricominciare ... di nuovo.
- Abigail Pershing (film 4), interpretata da Sarah Power. Abigail Pershing è la figlia di Arthur Pershing e della defunta Patricia Merriwick. È la cugina materna di Cassie Nightingale, Joy Harper e Grace Russell, e una discendente della linea Merriwick. Grace, almeno da bambina, la chiamava "zia", nonostante Abigail fosse cugina di sua madre. Come la maggior parte delle donne Merriwick, Abigail possiede doni unici, che usa per aiutare timidamente le persone a realizzare il loro pieno potenziale; i suoi metodi, tuttavia, sono notevolmente più elusivi di quelli di sua cugina. La sua personalità guardinga spesso influenza il modo in cui fornisce consigli o presenta i suoi doni, al contrario della personalità aperta di Cassie.  Abigail originariamente si trasferì a Middleton per vendicarsi di sua cugina dopo aver appreso che i Merriwick avevano delle proprietà lì. Inizialmente si era scontrata con Cassie e non aveva paura di ricorrere alla magia oscura per ottenere ciò che voleva. Non le piaceva la cittadina e si rifiutava di prendere parte agli eventi.  Dopo aver appreso la verità sul passato di Cassie, la coppia ha stretto un'amicizia. Abigail ha stretto amicizia con la figliastra di Cassie, Lori, e si sono messi a fare dei guai insieme in The Good Witch's Family - Una nuova vita per Cassie .
- Tara (film 5-7), interpretata nei film e nella prima stagione della serie TV da Ashley Leggat, in seguito da Rebecca Dalton.
- Grace Russell (film 5-7), nel settimo film interpretata da Lily-Fay Mowbray e nella serie TV da Bailee Madison.

## Personaggi principali Serie TV
- Cassandra "Cassie" Nightingale (stagione 1- in corso)  interpretata da Catherine Bell. È la proprietaria di un negozio chiamato Bell, Book & Candle e gestisce un bed and breakfast a Gray House. Cassie è molto sensitiva e usa il suo intuito (e, a volte, un po' di magia) per buone ragioni. Nella prima stagione, Cassie sviluppa un'amicizia con il nuovo residente e vicino di casa di Middleton, Sam Radford, e cerca di superare la perdita di Jake, suo marito con il suo amico di lunga data, Ryan Elliot. Tuttavia, sia Cassie che Sam iniziano lentamente a realizzare i loro sentimenti romantici l'uno per l'altro. Alla fine, Cassie e Sam diventano una coppia e alla fine della terza stagione si fidanzano. Per tutta la quarta stagione, Cassie e Sam sono felicemente fidanzati e iniziano a pianificare il loro matrimonio e finalmente diventano marito e moglie all'inizio della quinta stagione. Nella sesta stagione è diventata una professoressa universitaria.
- Grace Russell (stagioni 1-5) interpretata da Bailee Madison. Figlia adolescente di Cassie e sorellastra di Brandon e Lori. Grace incontra Nick Radford, un nuovo residente che è arrivato a Middleton. Inizialmente cerca di ignorarlo ma gradualmente diventa sua amica, anche se, occasionalmente, lui la mette nei guai. Nella seconda stagione, cerca di ottenere la patente di guida e si fa insegnare da Sam, mentre lei sta lottando per superare la perdita di suo padre Jake. Nella terza stagione, Grace mette in discussione brevemente i suoi veri sentimenti per Nick, ma in seguito forma una relazione con il suo amico Noah (Grace ha spiegato a Noah la morte del padre) mentre sta lottando per accettare la ritrovata relazione romantica tra Cassie e Sam. Nella quarta stagione, Grace inizia a ricucire la sua amicizia con Nick e inizia a pensare di più al suo futuro. Nella quinta stagione, Grace sta per finire il suo ultimo anno di liceo e si sta preparando per la laurea e il college. Grace in seguito inizia lo stage presso l'ufficio del sindaco e inizia una relazione romantica con Luke, il suo collega stagista dopo che lei e Noah terminano la loro relazione, incapaci di gestire la lunga distanza.
- Sam Radford (stagione 1- in corso) interpretato da James Denton. Il vicino di casa di Cassie e il nuovo medico della città. È abbastanza ricco dalle sue esperienze come chirurgo traumatologico di New York, proprietario del suo studio privato, in più consigli ospedalieri e altre attività. All'inizio ha difficoltà ad adattarsi a Middleton, ma lentamente si apre alla città mentre inizia anche una stretta amicizia con Cassie. Nella prima stagione, esce con Stephanie, ma alla fine si lasciano quando inizia lentamente a realizzare i suoi veri sentimenti nei confronti di Cassie. Sam ammette i suoi sentimenti all'inizio della seconda stagione e inizia a inseguire Cassie, ma deve affrontare problemi a causa dell'interferenza di Linda e dell'arrivo del vecchio amico di Cassie, John. All'inizio della terza stagione, Sam e Cassie diventano una coppia e in seguito si fidanzano dopo che lui si è proposto nel finale della terza stagione. Infine nella 5 stagione si sposano.
- Nick Radford (stagione 1- in corso) interpretato da Rhys Matthew Bond. Il figlio di Sam. Da quando è arrivato a Middleton, si rifiuta di accettare la sua nuova casa e desidera costantemente tornare a New York. Nella prima stagione, si mette ripetutamente nei guai come rubare una statua della scuola o mentire a suo padre. Alla fine, Nick inizia lentamente a rendersi conto dei suoi errori e inizia a stringere un'amicizia con Grace. Nella seconda stagione diventa una persona più gentile e non si mette più nei guai, ma affronta ancora alcuni problemi all'interno della sua famiglia. Nella terza stagione, Nick inizia una relazione romantica con l'amica di Grace, Courtney fino a quando nel finale di stagione, rivela la sua decisione di rompere, provocando un litigio tra lui e Grace. Nella quarta stagione, nonostante Nick e Grace si rifiutino di perdonarsi a vicenda, iniziano a ricucire la loro amicizia mentre si preparano a diventare fratellastri. Nella quinta stagione, Nick si prepara per il college e inizia a pensare al suo futuro, realizzando la sua vera passione per la progettazione di giochi.
- Abigail Pershing (stagione 2- in corso, stagione ricorrente 1)  interpretata da Sarah Power. cugina di Cassie. Ha il suo tocco magico simile a Cassie, ma lo usa a modo suo. Abigail è nota per causare un po' di problemi agli altri, ma alla fine aiuta nel modo meno previsto. Abigail inizialmente lavorava per un'agenzia pubblicitaria a New York, ma ha deciso di andarsene per stare più vicino alla famiglia. Al ritorno a Middleton, Abigail causa alcuni problemi come aiutare Grace a ribellarsi e interferire nella relazione tra Stephanie e Sam. Inizia a lavorare per Stephanie nel bistrot, ma all'inizio della seconda stagione apre il suo negozio di fiori. Nella terza stagione, Abigail diventa gelosa di Cassie e cerca di apprendere il proprio scopo di ciò che può portare alla comunità di Middleton. Alla fine della 4 stagione, Abigail diventa il nuovo sindaco di Middleton dopo che Martha è costretta a dimettersi. Nella quinta stagione, Abigail sta lottando con i suoi nuovi doveri e sviluppa una rivalità e successivamente una relazione romantica con Donovan Davenport, il sindaco di Blairsville. Abigail in seguito si dimette felicemente dopo che Martha riprende la sua posizione e continua la sua relazione con Donovan, ma devono affrontare le avversità della madre che disapprova e una potenziale maledizione che potrebbe farli a pezzi.
- Martha Tinsdale (stagione 1- in corso) interpretata da Catherine Disher. Il sindaco di Middleton. Dal precedente film di Good Witch, Martha è stata il sindaco di Middleton e si assicura sempre che feste e festival vadano esattamente secondo i piani e vadano alla perfezione. L'obiettivo di Martha è quello di aiutare Middleton a crescere e non essere messo in ombra dalla città rivale di Blairsville. Nonostante il loro inizio difficile, Martha è una buona amica di Cassie, apprezzando sempre tutto ciò che Cassie ha fatto per la città. Nel finale della quarta stagione, Martha è costretta a dimettersi da sindaco quando viene rivelato che tecnicamente vive a Blairsville, con suo grande sgomento. Nella quinta stagione, Martha cerca di trovare la sua nuova vocazione e in seguito diventa conduttrice di un talk show televisivo, ma alla fine riprende il suo posto di sindaco di Middleton.
- Stephanie Borden (stagione 1- in corso) interpretata da Kylee Evans:                                                                                                                                                                                                                     La proprietaria di un bistrot locale e una cara amica di Cassie. Non le piace essere single ed è attratta dai nuovi uomini che arrivano in città. Nella prima stagione, è innamorata del nuovo dottore, Sam e inizia a inseguirlo. Formano brevemente una relazione, ma alla fine si sciolgono a causa delle loro differenze e della leggera interferenza di Abigail. Nella seconda stagione, Stephanie lavora per avviare un'attività di catering mentre inizia anche una nuova relazione romantica con il tuttofare locale Ben. Stephanie è anche nota per avere una cattiva abitudine di fare supposizioni riguardo alle relazioni romantiche come credere che Cassie avesse sentimenti romantici per Ryan e John e più tardi quando pensava che Nick avesse sentimenti per Grace. All'inizio della quarta stagione, Viene rivelato che Stephanie e Ben si sono lasciati perché non vedono un vero futuro per la loro relazione. Nella quinta stagione, Stephanie collabora con Vincent per gestire un'attività di camion di cibo e inizia una relazione romantica con Adam Hawkins, il pastore dell'ospedale.
- Donovan Davenport (stagione 5- in corso) interpretato da Marc Bendavid. Il sindaco di Blairsville e l'interesse amoroso di Abigail.
- Adam Hawkins (stagione 5- in corso) interpretato da Scott Cavalheiro. Il pastore dell'ospedale e l'interesse amoroso di Stephanie.
- Ryan Elliot (stagioni 1-2) interpretato da Anthony Lemke. Un agente immobiliare e amico di Cassie, sebbene nasconda segretamente sentimenti romantici per lei. Prima dell'inizio dello spettacolo, era fidanzato, ma la sua fidanzata Annie ha invece sposato il suo ex migliore amico, con il risultato che Ryan è stato profondamente ferito e tradito. Alla fine, Ryan ammette i suoi sentimenti per Cassie e cerca di iniziare una relazione romantica. Formano una breve relazione ma si lasciano quando Ryan si trasferisce a Chicago per iniziare un nuovo lavoro che ha ricevuto mentre Cassie inizia a realizzare i suoi veri sentimenti per Sam.
- Peter MacNeill (stagione 1- in corso) interpretato da George O'Hanrahan. Il suocero del defunto marito di Cassie, Jake, e nonno materno di Brandon e Lori.
- Brandon Russell (stagione 2-5, ricorrente 1)  interpretato da Dan Jeannotte. Il figliastro di Cassie, il fratellastro maggiore di Grace che ha sposato Tara nel settimo film ed è un agente di polizia come il suo defunto padre.
- Rejoyla "Joy" Harper (stagione 6-presente) interpretata da Katherine Barrell. Una nuova arrivata a Middleton per aiutare Cassie a Grey House e aiuta a progettare la villa Davenport per Martha, ma tiene un segreto sul proprio passato. Successivamente viene rivelata essere la cugina di Cassie e Abigail attraverso sua madre Julia, che era la cugina della madre di Cassie. Come Cassie e Abigail, anche lei usa il suo intuito e il suo fascino, ma a differenza dei suoi cugini, Joy è dura, esperta e mostra un atteggiamento "in esso per vincere" indipendentemente dal risultato, dando a Cassie preoccupazioni sul suo potenziale e le sue intenzioni. Immagina anche che le cose si avverino attraverso i suoi sogni.

### Ricorrente
- Derek Sanders (stagioni 1-4) interpretato da Noah Cappe. Capo della polizia di Middleton, nominato dal sindaco Martha Tinsdale dopo la morte del marito di Cassie, Jake.
- Eve (stagioni 1- in corso) interpretata da Kate Corbett. Receptionist presso la clinica del dottor Sam Radford.
- Ben (stagione 2-4) interpretato da Jefferson Brown. Ha un'impresa di costruzioni ed ex fidanzato di Stephanie.
- Linda Wallace (stagioni 1-2 e guest 5) interpretata da Gabrielle Miller. L'ex moglie di Sam e la madre di Nick. Linda si trasferisce a Middleton per essere più vicina a Nick mentre cerca di riunire la sua famiglia, incluso il tentativo di riconciliarsi con Sam. Tuttavia, Linda inizia a interferire nella vita di Sam e diventa rapidamente gelosa della sua stretta e crescente relazione con Cassie e inizia a mettersi tra di loro. Cerca di fare tutto a modo suo e non sembra mai ascoltare gli altri o accettare responsabilità per i propri errori o le vere motivazioni. Alla fine, Linda torna a New York per la sua carriera e per dare a Nick più spazio per crescere.
- Tom Tinsdale (stagioni 1- in corso) interpretato da Paul Miller. Il marito di Martha. In precedenza è stato sindaco di Middleton.
- John Dover (stagione 2) interpretato da Dan Payne. Un ex amico del college di Cassie. Arriva a Middleton, durante la seconda stagione, per un lavoro di insegnante e rinnova il suo interesse per uscire con lei.
- Lori Russell (stagioni 1-2) interpretata da Endicott-Douglas. La figliastra di Cassie, che ora è una scrittrice.
- Anthony (stagione 1) interpretato da Shane Harte. Il migliore amico di Grace.
- Arthur (stagione 4) interpretato da Art Hindle. Il padre mai conosciuto di Abigail.
- Phil Sturgis (stagione 4) interpretato da Sebastian Pigott. Un ospite di Grey House e creatore di un'app di appuntamenti high-tech, che inizia a uscire con Abigail.
- Noah (stagioni 3-5) interpretato da James R. Swalm:                                                                                                                                                                                                                                      Un vecchio amico di Nick. Nella terza stagione, Noah e suo padre Liam si trasferiscono da New York a Middleton, ma la sua amicizia con Nick è tesa a causa del loro passato insieme, ma alla fine riescono a ricucire la loro amicizia e lui inizia una relazione con Grace. Nella quarta stagione, Noah inizia una relazione a distanza con Grace, ma alla fine si rompono all'inizio della quinta stagione. Gli è stata raccontata la morte di Jake, da sua figlia Grace.

## I film
| n° | Titolo originale         | Titolo italiano                                     | Prima TV USA     | Prima TV Italia  |
| -- | ------------------------ | --------------------------------------------------- | ---------------- | ---------------- |
| 1  | The Good Witch           | The Good Witch - Un amore di strega                 | 19 gennaio 2008  | 27 dicembre 2011 |
| 2  | The Good Witch's Garden  | The Good Witch's Garden - Il giardino dell'amore    | 7 febbraio 2009  | 28 dicembre 2011 |
| 3  | The Good Witch's Gift    | The Good Witch's Gift - Il matrimonio di Cassie     | 13 novembre 2010 | 29 dicembre 2011 |
| 4  | The Good Witch's Family  | The Good Witch's Family - Una nuova vita per Cassie | 29 ottobre 2011  | 30 dicembre 2011 |
| 5  | The Good Witch's Charm   | The Good Witch's Charm - L'incantesimo di Cassie    | 27 ottobre 2012  | 29 dicembre 2012 |
| 6  | The Good Witch's Destiny | The Good Witch's Destiny - Il destino di Cassie     | 26 ottobre 2013  | 3 gennaio 2014   |
| 7  | The Good Witch's Wonder  | The Good Witch's Wonder - Un'amica per Cassie       | 25 ottobre 2014  | 27 dicembre 2018 |

## La serie TV
Il franchise è proseguito con la serie televisiva Good Witch, che ha debuttato su Hallmark Channel il 28 febbraio 2015.